# Кюмель, Гарри
Гарри Кюмель (нидерл. Harry Kümel; 27 января 1940, Антверпен) — бельгийский (фламандский) кинорежиссёр и сценарист.
Кюмель работал в том числе как театральный постановщик, но наиболее известен по работе в кино. Его режиссёрская фильмография насчитывает 32 названия (включая телефильмы, документальные и короткометражные картины). Наиболее известные работы Кюмеля — интеллектуальная драма «Господин Гаварден» (1969), хорроры «Дочери тьмы» (1971) и «Мальпертюи» (1971; участник официальной программы Каннского фестиваля 1972) с Орсоном Уэллсом, сюрреалистическая притча «Прибытие Йоахима Стиллера» (1976), снятая для телевидения. В качестве сюжетной основы своих фильмов Кюмель неоднократно использовал произведения бельгийских писателей.

## Избранная фильмография
- 1965 — «Сторож склепа» / De grafbewaker (короткометражный)
- 1969 — «Господин Гаварден» / Monsieur Hawarden
- 1971 — «Дочери тьмы» / Les lèvres rouges
- 1971 — «Мальпертюи» / Malpertuis
- 1973 — «Репельштельтье» / Repelsteeltje
- 1976 — «Прибытие Йоахима Стиллера» / De komst van Joachim Stiller
- 1978 — «Потерянный рай» / Het verloren paradijs
- 1991 — «Элине Вере» / Eline Vere